# Siccia flava
Siccia flava là một loài bướm đêm thuộc phân họ Arctiinae, họ Erebidae.